# Hydraena allomorpha
Hydraena allomorpha är en skalbaggsart som beskrevs av Lagar och Javier Fresneda 1990. Hydraena allomorpha ingår i släktet Hydraena och familjen vattenbrynsbaggar. Inga underarter finns listade i Catalogue of Life.